# Slaget vid Pinkie Cleugh
Slaget vid Pinkie Cleugh längs stränderna av floden Esk nära Musselburgh i Skottland den 10 september 1547 var en del av det krig som kom att kallas the Rough Wooing. Det var det sista fältslaget som utkämpades mellan skotska och engelska kungliga arméer och var det första "moderna" slag som utkämpades på  Brittiska öarna. Det resulterade i ett katastrofalt skotskt nederlag till följd av att engelsmännen för första gången använde flottans artilleri i ett slag som ägde rum på land i Storbritannien. I Skottland kom det att bli känt som den svarta lördagen.
Slaget var historiskt viktigt som det första "moderna" slaget i Storbritannien, med ett aktivt samarbete mellan infanteri, artilleri och kavalleri med flottans bombningar som stöd för landtrupperna.

## Bakgrund
I slutet av sin regeringsperiod hade kung Henrik VIII av England försökt att säkra en allians med Skottland och giftermålet mellan barndrottningen Maria Stuart och hans yngste son, den blivande Edvard VI. När övertalningar och diplomati misslyckades, startade han ett skoningslöst krig mot Skottland, vilket kom att bli känt som the Rough Wooing.
Efter Henriks död blev Edward Seymour, morbror till Edvard VI, Lord Protector med titeln 1:e hertig av Somerset och inledningsvis med oförändrad makt. Han ville också med våld tvinga fram en allians mellan Skottland och England genom att gifta ihop Mary med Edvard, men också tvinga på den skotska kyrkoledningen en anglikansk reformation. I början av september 1547 ledde han en välutrustad armé, understödd av en stor flotta, in i Skottland.

## Kampanjen
Somersets armé bestod delvis av traditionellt landskapsvis utskrivna och inkallade soldater beväpnade med pilbågar och skäror, på samma sätt som vid slaget vid Flodden trettio år tidigare. Somerset hade också flera hundra tyska legotrupper arkebusiärer, en stor och välutrustad procession av artilleri och 6 000 kavallerister inklusive en kontingent italienska legoknektar med arkebuser under befäl av Don Pedro de Gamboa. Kavalleriet leddes av William Grey och infanteriet av John Dudley, lord Dacre av Gillesland och Somerset själv. William Patten, officer vid engelska armén, räknade trupperna till 16 800 stridande och 1 400 "ingenjörssoldater".
Somerset ryckte fram längs Skottlands östkust för att behålla kontakten med sin flotta och därmed försörjningen. Skotska gränsryttare ansatte hans trupper men kunde inte orsaka någon större skada.
Under tiden hade den skotske regenten James Hamilton, hertig av Arran, skrivit ut en stor armé bestående huvudsakligen av pikenerare med kontingenter av höglandsbågskyttar. Arran hade också ett stort antal kanoner, men dessa var uppenbarligen inte så mobila och väl underhållna som Somersets. Hans kavalleri bestod endast av 2 000 lätt utrustade ryttare under George Home, de flesta av dem var potentiellt opålitliga gränsryttare. Hans infanteri leddes av Archibald Douglas, George Gordon och Arran själv. Enligt Hunty uppgick den skotska armén till 22 000 eller 23 000 män, medan engelska källor hävdar att de omfattade 36 000.
Arran besatte sluttningarna på västra sidan av floden Esk för att hindra Somersets framåtskridande. Floden Firth of Forth låg på hans vänstra flank och ett stort träsk skyddade hans högra sida. Några fort konstruerades i vilka kanoner och arkebuser monterades. Några kanoner riktades mot Forth för att hålla engelska krigsskepp på avstånd.

## Förspel
Den 9 september ockuperade en del av Somersets armé Falside Hill (då känt som Fawside och nu Fa'side som i Fa'side Castle) knappt fem kilometer öster om Arrans position. I en gammalmodig ridderlig gest, ledde earlen av Home 1 500 ryttare tätt intill det engelska lägret och utmanade ett lika stort engelsk kavalleri till strid. Med Somersets motvillga godkännande accepterade Lord Grey utmaningen och engagerade skottarna med 1 000 tungt beväpnade rustningsförsedda män och 500 i lättare rustning. De skotska ryttarna splittrades och förföljdes västerut knappt fem kilometer. Denna aktion kostade Arran merparten av hans kavalleri. 
Senare under dagen sände Somerset en trupp med kanoner för att ockupera Inveresks sluttningar, som gav en överblick över skottarnas position. Under natten mottog Somerset ytterligare två gammalmodiga utmaningar från Arran. En begäran var att Somerset och Arran skulle avgöra en tvist genom ett enda slag. Ett annat var att 20 erfarna från vardera sida skulle avgöra frågan. Somerset avvisade båda förslagen.

## Slaget
På morgonen lördagen den 10 september avancerade Somerset med sin armé för att närma sig truppen vid Inveresk. Han fann att Arran hade flyttat sin armé över Esk på en romersk bro och avancerade snabbt för att möta honom. Arran visste att han var underlägsen med artilleri och försökte därför att tvinga fram en närstrid innan det engelska artilleriet kunde sättas in. 
Arrans vänstra flygel utsattes för beskjutning från de brittiska skeppen utanför kusten. (Deras avancemang innebar att deras kanoner, som fanns vid deras ursprungliga position, inte längre kunde skydda dem.) De kom i oordning och trycktes in i Arrans egen centrala division. 
På andra flanken satte Somerset in sitt kavalleri för att fördröja skottarnas framryckning. De skotska pikenerarna drog ner dem och orsakade svåra skador på de engelska ryttarna. Lord Grey skadades av en pik genom halsen och in i munnen.
Den skotska armén hade nu kört fast och var under tung beskjutning från tre håll av fartygskanoner, artilleri, arkebuser och pilbågar, vilka de inte kunde besvara. När de bröt ihop, återvände det engelska kavalleriet till slaget genom att följa en förtrupp om 300 erfarna soldater under befäl av John Luttrell. Många av de retirerande skottarna slaktades eller drunknade när de försökte simma över den snabbt rinnande Esk eller korsa träsken.

## Följder
Trots att de hade lidit ett rungande nederlag vägrade den skotska regeringen komma till förhandlingar. Barnet drottning Mary smugglades ut ur landet och sändes till Frankrike för att trolovas till den unge dauphin Frans. Somerset ockuperade flera skotska fästen och större delen av Lågländerna och Scottish Borders. Men utan fred utgjorde dessa garnisoner en gagnlös dränering av Englands tillgångar.
En våldsam reformation i Skottland låg bara några år bort, men skottarna vägrade att få reformationen påtvingad av England. Under slaget hånade skottarna de engelska soldaterna som dumbommar, tölpar och kättare. Ett tusental munkar från olika ordnar utgjorde del av Angus division. Många av dem dog i slaget.
David H. Caldwell skrev: "Engelska uppskattningar bedömer slakten så stor som 15 000 döda och 2 000 tillfångatagna skottar, men [Earl of] Huntlys siffror på 6 000 döda ligger troligtvis närmare sanningen." Av de skotska fångarna var få adelsmän eller herrskap. Det hävdades att de flesta vara klädda på samma sätt som vanliga soldater och därför inte uppfattades som värda att begära lösesumma för.
Caldwell säger om de engelska skadorna: "Officiellt uppgavs det att förlusterna endast var 200, men ryktet om det engelska ödet, understött av privata brev från dem i armén, indikerar att 500 eller 600 var mer troligt."
Trots att skottarna anklagade förrädare bland de gena för nederlaget, är det troligen korrekt att säga att en renässansarmé besegrade en medeltida armé. Henry VIII hade tagit steg mot att skapa en stående flotta och landtrupper, vilka utgjorde kärnan av flottan och armén med vilka Somerset vann sin seger.
Pilbågarna fortsatte att spela en nyckelroll i Englands slag och Pinkie var inget undantag. Trots att kombinationen av skäror och pilbågar, vilken England använde, var gammal, kunde den fortfarande hålla emot pikar och arkebuser som användes av kontinentalarméerna, så långt utvecklingen av eldvapen hade kommit vid den här tiden.
Slagfältet är nu en del av East Lothian.